# 1,1,1,2-tetrafluoroetano
Il freon R-134a è un idrofluorocarburo avente formula F3C-CH2-F, usato come fluido refrigerante nei cicli frigoriferi a compressione. Esso fa parte della famiglia degli HFC, refrigeranti a basso impatto ambientale sviluppati come sostituti dei clorofluorocarburi (CFC), conosciuti col nome Freon. Il suo nome IUPAC è 1,1,1,2-tetrafluoroetano, nella nomenclatura INN è indicato come Norfluran. Viene commercializzato con il nome di Forane 134a, Genetron 134a, Florasol 134a, Suva 134a o HFC-134a.

## Applicazioni
L'1,1,1,2-tetrafluoroetano è un gas compresso liquefatto con un punto di ebollizione di -26.3 °C. Esso ha caratteristiche termofisiche simili a quelle del diclorodifluorometano, ma senza il suo ODP quindi viene usato come fluido refrigerante nei cicli frigoriferi a compressione invece di quest'ultimo. 
L'R-134a viene impiegato sin dagli anni '90 come fluido refrigerante nei condizionatori delle automobili.
Le bombole TPED contenenti R-134a sono colorate di verde mentre il colore delle bombole DOT è azzurro. Viene usato inoltre nelle miscele refrigeranti R-404A, R-407A e R-407C. Trova applicazione anche come solvente, propellente per aerosol e come agente estinguente.
È stato usato anche come solvente per l'estrazione di aromi, in alternativa all'anidride carbonica supercritica.
Viene usato in alcuni detector di particelle nell'LHC.
Può essere usato anche come alternativa all'esafluoruro di zolfo nella metallurgia del magnesio oppure come gas di alta rigidità dielettrica nei trasformatori ad alta tensione.
Viene utilizzato come propellente negli inalatori medicali.

## Produzione
Si sintetizza a partire da 1,1,1-trifluoro-2-cloroetano per addizione di acido fluoridrico in presenza di un catalizzatore di pentafluoruro di antimonio
{\displaystyle {\ce {CF3CH2Cl + HF ->[SbF5] CF3CH2F + HCl}}}

## Impatto Ambientale e Phasing Out
Negli ultimi 10 anni la concentrazione atmosferica di R-134a è aumentata in modo significativo raddoppiando fra il 2001 ed il 2004. 
Sono in corso dei tentativi per trovare un sostituto all'R-134a per via del suo alto GWP (1300).
Nell'unione europea l'uso dell'R-134a negli impianti di condizionamento delle automobili è vietato a partire dal 2011. Il phase out completo avverrà nel 2017. Il sostituto scelto è l'HFO-1234yf.

## Effetti sulla salute
Alte concentrazioni di vapore possono ridurre l'ossigeno disponibile per respirare. Nocivo se inalato. Può decomporsi a contatto con fiamme o superfici metalliche estremamente calde e creare prodotti tossici e corrosivi quali acido fluoridrico e fluoruro di carbonile. Questo prodotto non è infiammabile a temperature ambiente e alla pressione atmosferica. Tuttavia questo materiale può diventare combustibile quando è mischiato con aria pressurizzata ed esposto a forti sorgenti di ignizione.
Il contatto della pelle con il liquido può causare congelamento. Indumenti comuni di lavoro e guanti (di cuoio) dovrebbero procurare la protezione adeguata. Se si prevede il contatto prolungato con il liquido o il gas, è necessario usare guanti isolanti in acetato di polivinile (PVA), neoprene o gomma butilica. Gli indumenti contaminati devono essere rimossi immediatamente e lavati prima di riutilizzarli.